# St. Jarlath's Park
St. Jarlath's Park, meglio conosciuto come Tuam Stadium, è uno stadio irlandese, di proprietà della Gaelic Athletic Association, situato a Tuam, città della contea di Galway, a sua volta facente parte della provincia di Connacht. L'impianto vanta una capienza di circa 30.000 posti ed ospita alcuni match delle rappresentative di hurling e calcio gaelico della contea.